# آرشي لامب
السير ألبرت توماس "آرتشي" لامب (بالإنجليزية: Sir Albert Thomas "Archie" Lamb) (23 أكتوبر 1921 - 19 أكتوبر 2021)، كان دبلوماسيًا وكاتبًا وطيارًا مقاتلًا في سلاح الجو الملكي البريطاني. شغل منصب السفير البريطاني في الكويت من عام 1974 إلى عام 1977، وفي النرويج من عام 1978 إلى عام 1980.

## المسيرة المهنية
وُلِد ألبرت توماس لامب في بريطانيا في 23 أكتوبر 1921، وهو ابن آر إس لامب وفيوليت لامب (ني هاينز). تلقّى تعليمه في سوانزي في مدرسة بيشوب غور. والتحق بوزارة الخارجية عام 1938.
عند اندلاع الحرب العالمية الثانية عام 1939، تطوع في سلاح الجو الملكي البريطاني، ولكن لم يُستدعَ للخدمة حتى عام 1941. تدرب على الطيران في روديسيا الجنوبية؛ وفي طريق عودته إلى بريطانيا على متن سفينة إس إس أورونساي (SS Oronsay) أُصيبت سفينته بطوربيد، وقضى تسعة أيام في قارب نجاة قبل أن يُنقذ. كُلِّف عام 1941، ورُقِّي إلى رتبة ضابط طيران (برتبة حرب) في 12 مارس 1943، وإلى رتبة ملازم طيران (برتبة حرب) في 12 سبتمبر 1944. نفَّذ مهام قتالية في طائرات هوريكان وتايفون، وحصل على وسام الصليب الطائر المتميز (DFC) في يناير 1945.
بعد الحرب، عاد لامب إلى وزارة الخارجية وخدم في روما وجنوة وبوخارست. ثم درس اللغة العربية في مركز الشرق الأوسط للدراسات العربية بين عامي 1955 و1957، وخدم بعد ذلك في البحرين، كقنصل في الكويت، وكوكيل سياسي في أبو ظبي بين عامي 1965 و1968، وخلال هذه الفترة أشرف على انقلاب أبو ظبي عام 1966. خدم في وزارة الخارجية (لاحقًا وزارة الخارجية والكومنولث) بين عامي 1965 و1974، وترقى إلى منصب وكيل مساعد، قبل تعيينه سفيرًا في الكويت بين 1974 و1977، ثم سفيرا لدى النرويج بين 1978 و1980. وجد لامب أن المؤسسة السياسية النرويجية منعزلة وغير متعاطفة مع شركائها في الناتو، الذين كانوا في ذروة الحرب الباردة قلقين بشأن حدود النرويج الضعيفة مع الاتحاد السوفيتي. في آخر تقرير دبلوماسي له، يقول لامب عن النرويجيين: "... أنتم تطالبون بالدعم الكامل من حلفائكم، لكنكم تقيّدون قدرتهم على تقديمه... "الكل من أجل النرويج" هو الشعار الملكي لملك النرويج؛ وهو يلخص التفسير النرويجي لحلف شمال الأطلسي".
بعد تقاعده من الخدمة الدبلوماسية، أصبح مديرًا لشركات مؤممة مثل شركة النفط الوطنية البريطانية، والتي تم خصخصتها لاحقًا باسم بريتويل (Britoil)، وشركة بناء السفن البريطانية.

## الحياة الشخصية
ابنته كاثرين لامب هي رسامة كاريكاتيرية وكاتبة.
توفي في 19 أكتوبر 2021، قبل أربعة أيام من عيد ميلاده المائة.

## الأعمال
- طريق طويل من سوانزي: مذكرات (A Long Way from Swansea: a memoir)، 2003. دار نشر ستاربورن.
- أبو ظبي 1965–1968 (Abu Dhabi 1965–1968)، 2003 دار تيبوت للنشر.
- الرحلة الأخيرة لسفينة إس إس أورونساي: مغامرة مشكوك فيها (The Last Voyage of SS Oronsay: A Questionable Ventur)، 2004، دار ستاربورن للنشر. رقم ISBN 1899530185

## الأوسمة
عُيّن لامب عضوًا في وسام الإمبراطورية البريطانية (MBE) عام 1953، وحصل على وسام القديس ميخائيل والقديس جرجس (CMG) عام 1974، ونال لقب فارس (KBE) في قائمة تكريمات عيد ميلاد الملكة عام 1979. كما مُنح زمالة فخرية من جامعة سوانزي متروبوليتان عام 2004.
حصل لامب على رتبة الإمبراطورية البريطانية في عام 1953، ووسام القديس ميخائيل والقديس جرجس عام 1974، كما نال لقب فارس (KBE) عام 1979. وتم تعيينه زميلًا فخريًا في جامعة سوانزي متروبوليتان عام 2004.

## روابط خارجية
- LAMB, Sir Albert Thomas, (Sir Archie), Who's Who 2014, A & C Black, 2014; online edn, Oxford University Press, Dec 2013
- Interview with Sir Archie Lamb, British Diplomatic Oral History Programme, Churchill College, Cambridge
- Sir Archie Lamb, Starborn Books

| المناصب الدبلوماسية        | المناصب الدبلوماسية                         | المناصب الدبلوماسية     |
| -------------------------- | ------------------------------------------- | ----------------------- |
| سبقه السير آرثر جون ويلتون | سفير فوق العادة ومفوض لدى الكويت 1974–1977  | تبعه سيدني كامبريدج     |
| سبقه السير بيتر سكوت       | سفير فوق العادة ومفوض لدى النرويج 1978–1980 | تبعه جيليان جيردا براون |